# Carry van Gool-Floris
Carry van Gool-Floris, född 19 september 1953, är en holländsk bågskytt. Hon deltog vid olympiska sommarspelen 1980 och 1984.